# Nissan GT-R LM Nismo
De Nissan GT-R LM Nismo is een sportwagen en Le Mans Prototype van het Japanse automerk Nissan. De auto heeft, in tegenstelling tot wat gebruikelijk is, voorwielaandrijving. De auto werd voor het eerst ingezet tijdens de 24 uur van Le Mans 2015, de endurancerace waar Nissan in het verleden successen boekte.